# Gasterella
Gasterella — рід грибів родини Gasterellaceae. Назва вперше опублікована 1935 року.

## Класифікація
До роду Gasterella відносять 2 види:
- Gasterella luteophila
- Gasterella lutophila